# Atafu
Atafu, cunoscut anterior sub numele de Duke of York, este un grup de 42 insule coraligene, care formează cel mai nordic atol, dintre cei 3 care alcătuiesc statul Tokelau. Suprafața de uscat totalizează 2,5 km 2, iar lagonul 15 km 2. 
Atolul este esituat la o distanță de 800 km sud de Ecuator și are coordonatele de 172° 30' longitudine vestică și 8° 35' latitudine sudică.
La ultimul recensământ, desfășurat în 2006, atolul înregistra o populație de 524 locuitori. 